# Arnold Newman

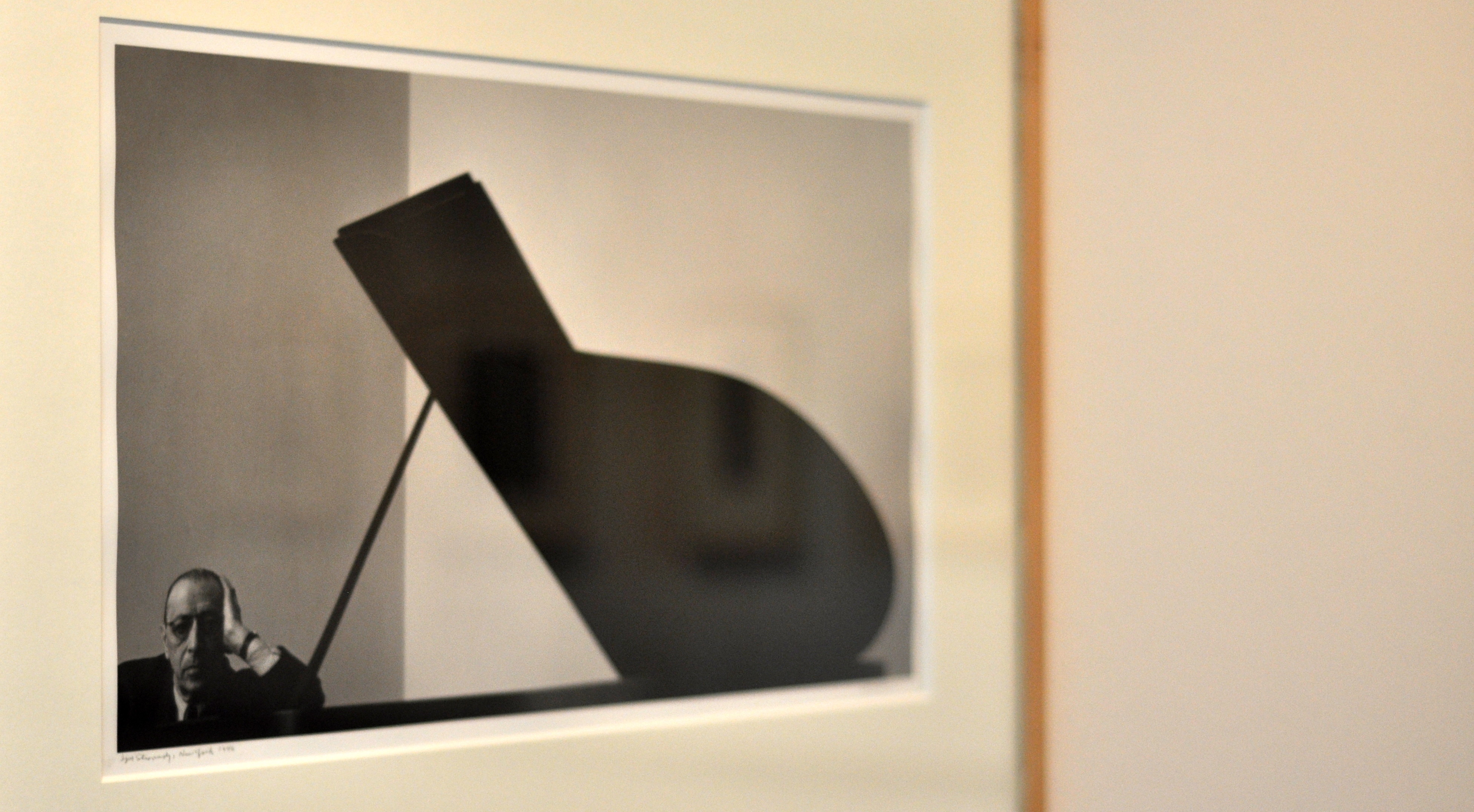
Portrét Igora Stravinského u piana, 1946

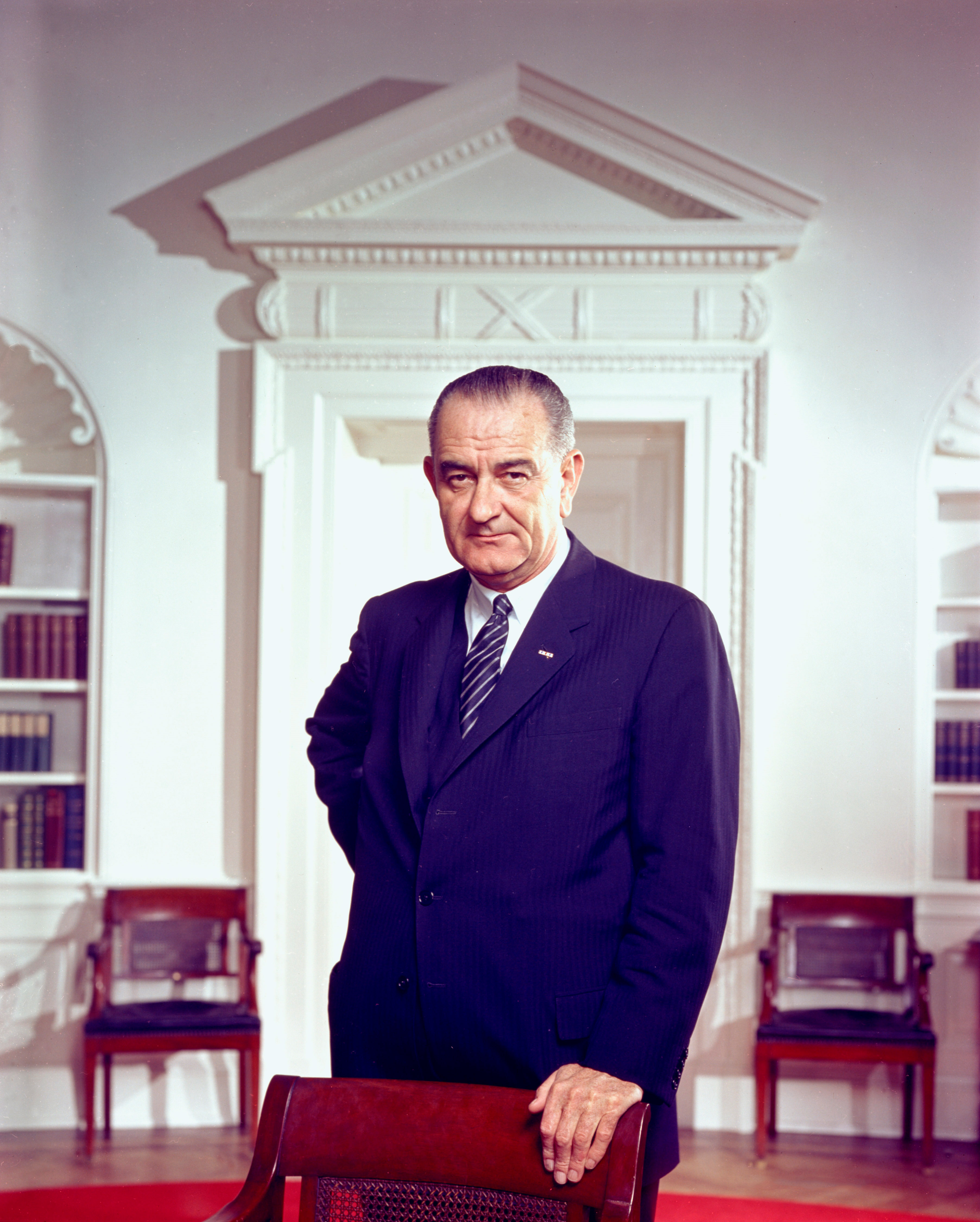
Arnold Newman: Lyndon B. Johnson, 36. prezident Spojených států amerických

Arnold Abner Newman (3. března 1918 New York - 6. června 2006 New York) byl americký portrétní fotograf, známý „portréty z přirozeného prostředí“ umělců a politiků. Byl také známý pečlivě komponovanými abstraktními fotografiemi zátiší. Jeho snad nejznámější snímek je portrét Igora Stravinského u piana z roku 1946, jehož křídlo se nad komponistou vznáší jako nota.

## Život a kariéra
Newman vystudoval vysokou školu v Miami Beach a na University of Miami studoval obor malba a kresba s úvodem do moderny. Nemohl si však dovolit po dvou letech pokračovat, odstěhoval se do Filadelfie pracovat pro fotografické studio a vyrábět portréty za 49 centů. Strávený čas jej naučil, jak je důležitá interakce s portrétovanými a pomohl mu rozvíjet jeho techniku. Byl to výborný fotograf a ovlivnil celou řadu osobností.

## Dílo
| „               | Nejde mi ani tak o dokumentování, snažím sa vyjádřit své dojmy z osobnosti prostředky jazyka svého média, které se neustále vyvíjí. | “ |
| — Arnold Newman | |   |

V letech 1938 až 1942 se věnoval spíše dokumentární fotografii. Fotografoval černošské čtvrti ve Filadelfii a v Baltimoru. Stále více se však specializoval na portrétní tvorbu. Na Floridu se vrátil v roce 1942 a otevřel si vlastní portrétní studio ve West Palm Beach. O tři roky později si otevřel podnik v Miami Beach. V roce 1946 se přestěhovala do New Yorku, založil firmu Arnold Newman Studios a pracoval jako fotograf na volné noze pro magazíny Fortune, Life a Newsweek.
Newman svou tvorbu založil na empatii a vcítění se do umělců a jejich práce. Ačkoli fotografoval mnoho osobností, jako byli například Marlene Dietrichová, John F. Kennedy, Harry S. Truman, Piet Mondrian, Pablo Picasso, Arthur Miller, Marilyn Monroe, Ronald Reagan, Mickey Mantle nebo Audrey Hepburnová tvrdil, že i když fotografovaný není příliš známý, nebo je již zapomenutý, musí fotografie sama o sobě stále vzbuzovat zájem diváka.
Newman je často označován jako první fotograf, který dokázal zachytit takzvané přirozené prostředí portrétovaného, ve kterém fotograf zachytil místo osobnosti v pečlivě kontrolovaných podmínkách a zachytil podstatu života jednotlivce a jeho práce. Přibližují se psychologickému portrétu, kdy se snaží proniknout k podstatě portrétovaného a zachytit prchavý okamžik výrazu tváře. Newman obvykle zachytil své portrétované v jejich důvěrně známém prostředí s vizuálními zástupnými prvky odkazující na jejich profesi a osobnost. Například hudebník mohl být fotografován ve svém nahrávacím studiu nebo na jevišti, senátor nebo jiný státník, ve své kanceláři nebo před budovou. Pracoval s velkoformátovou kamerou a stativem, aby zaznamenal každý sebemenší detail scény.
| „               | Na fotografii nebyl žádný rozdíl mezi šéfem továrny a prostým dělníkem. Měl jsem sto chutí zakřičet: Počkejte přece, vždyť tohle jsou dva jedinci a vy byste měli o každém z nich něco říct! | “ |
| — Arnold Newman | |   |

K portrétovaným patřili například Jean Arp, Max Ernst, Roy Lichtenstein, Piet Mondrian, Pablo Picasso, Edward Ruscha, Marlene Dietrich, John F. Kennedy, Harry S. Truman, Georgia O'Keeffe nebo Bill Clinton.
Newman je nejvíce známý svými černobílými fotografiemi, ačkoli často fotografoval i barevně. Jeho černobílý portrét Igora Stravinského sedícího u piána se stal klasickým podpisem jeho image, i když původně byl časopisem, který si portrét objednal, odmítnut. Zřejmě kvůli na svou dobu neobvyklé kompozici, ve které hlava Stravinského je zcela v levém dolním rohu a většinu obrazu, který Newman ořízl na panoramatický formát, zabírá otevřené křídlo piana vypadající jako hudební nota vznášející se nad komponistou. Byl jeden z mála fotografů, kterému bylo umožněno portrétovat skvělého, ale před fotoaparátem plachého, Henri Cartier-Bressona. Mezi další známé Newmanovy barevné snímky patří přízračný portrét, který ukazuje odsouzeného bývalého nacistického bosse Alfrieda Kruppa v jedné z továren Krupp. Woodyho Alena zachytil při psaní scénáře na posteli, malíře Davida Hockneye vedle svého obrazu v ateliéru. Andyho Warhola zasadil do surrealistické koláže – vystřihl část Warholova obličeje vyfotografovaného v jiné pozici a potom s malým posunem zasadil tuto pozici nazpět do jiné Warholovy fotografie. Marilyn Monroe zachytil jako ztrápenou, nešťastnou ženu s neupravenými vlasy. Známý je též Newmanův autoportrét, kdy se vyfotografoval na dva snímky s posunem a poté je složil dohromady.
Newman učil řadu let fotografii na Cooper Union. Zemřel na mrtvici v Mount Sinai Hospital v New Yorku.
| „               | Portrét je svého druhu biografie. Jeho cílem je informovat pro dnešek a zaznamenávat pro zítřek. Proto musíme zachycovat fakta, a ne fikci nebo idealizované představy. Fotografie v dnešních časopisech jsou zítřejší učebnice historie. | “ |
| — Arnold Newman | |   |

## Ocenění
- 1999 Infinity Award for Master of Photography, International Center of Photography, Manhattan[8]
- 2004 Lucie Award for Outstanding Achievement in Portrait Photography, International Photography Awards program, Los Angeles, Kalifornie[9]